# Calophyllum elegans
Espèce
Calophyllum elegans est une espèce de plantes à fleurs de la famille des Calophyllaceae. C'est un arbre tropical que l'on trouve à Bornéo, endémique de l'état de Sarawak en Malaisie.

## Publication originale
- Henry Nicholas Ridley, Bull. Misc. Inform. Kew 1938: 118 (1938).